# Алиськевич Андрій
Андрі́й Антонович Алиське́вич (17 грудня 1870, Залуква, нині Галицького району Івано-Франківської області — 25 березня 1949, Прага) — український педагог, науковий і громадський діяч, германіст.

## Життєпис
Вищу освіту (класична німецька та слов'янська філологія, історія мистецтв) здобув у Відні, Львові та Стирськім Градці.

### Педагогічна діяльність. Перший період
Учителював у Львові (1895—1896) та Бродах (1896—1900). У цей період видав два наукові дослідження з історії німецької літератури (1898, 1900).
Від 1900 року — директор третьої, а згодом четвертої гімназій у Львові.
Член Руського педагогічного товариства, голова його редакційної комісії (1909).
Співзасновник і почесний член товариства «Взаємна поміч українського вчительства».
Редактор дитячого журналу «Дзвінок» у Львові (1904, 1906—1908).
1909 р. — директор жіночої учительської семінарії і Виділової дівочої школи ім. Т. Шевченка у Львові., а в серпні 1910 р. — директор гімназії в Перемишлі, де заснував для бідних учнів «Дешеву кухню», а дещо пізніше і бурсу (гуртожиток) під такою самою назвою.
Голова Товариства шкільної допомоги для бідних учнів імені святого Кирила.
Під час російської облоги Перемишля (1914—1915) вів учительський семінар і школу права у Відні, відтак знову повернувся до Перемишля, де працював до 1917 р.
1918—1919 роки — директор Дрогобицької української гімназії імені Івана Франка, делегат Української Національної Ради від міста Перемишль.

### У Міністерстві народної освіти УНР
Під час польсько-української війни разом з урядом і армією перейшов Збруч і працював у Міністерстві народної освіти УНР в Кам'янці-Подільському. 1919 року — член Комітету для реформ середнього шкільництва. 12 вересня 1919 року зробив заяву про відмову брати участь у роботі комісії для технічного проведення реформи школи в Україні.
У травні 1919 року призначено радником міністерства та направлено делегатом до Відня й Праги для організації видання шкільних підручників.

### На Закарпатті

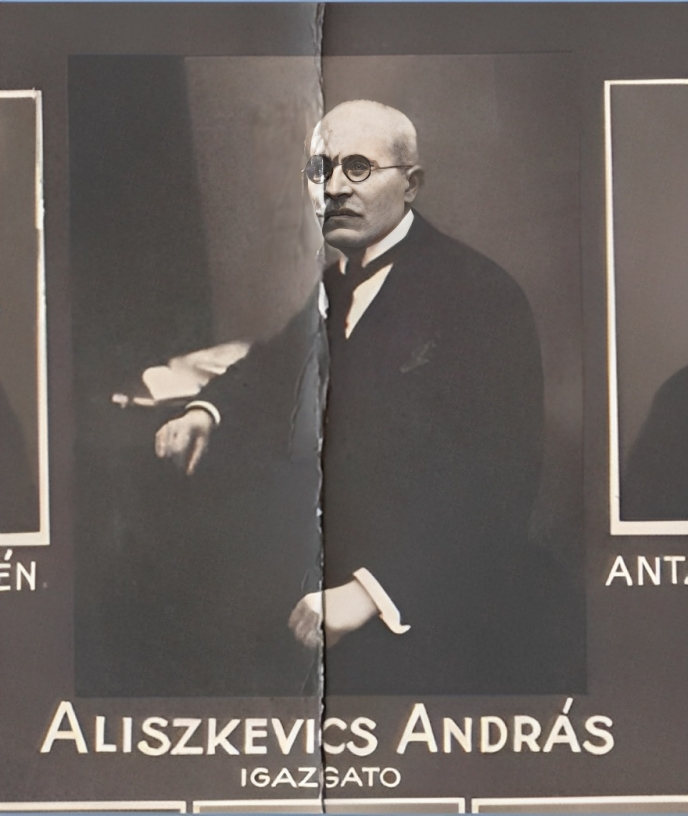
Директор Ужгородської державної реальної гімназії 1922-1938

Залишився в Чехії, згодом переїхав до Закарпаття, де був директором гімназій у Берегові (1920—1922), Ужгородської гімназії (1922—1938) та гімназії у Великому Бичкові (1938—1939).
Від 1921 року розпочав пластову діяльність у Берегові, а згодом в Ужгороді. Був заступником начальника Пласту Підкарпатської Русі.
Працював у різних культурних і педагогічних товариствах на Закарпатті. Від 1925 р. — член головного відділення й касир педагогічного товариства.
На Закарпатті у 1920—1930-х роках співпрацював із педагогічною та дитячою періодикою. У дитячому журналі «Пчілка» публікував статті на просвітницькі теми.
Після угорської окупації Карпатської України 1939 виїхав до Моравії (Чехія).

## Шкільні підручники з німецької мови
У співавторстві з Р. Гамчикевичем написав кілька підручників із німецької мови:
- «Вправи німецкі для IV кляси середних шкіл» (Львів, 1913).
- «Німецка препарація для IV кляси шкіл середних» (Львів, 1913).
- «Німецкі вправи. Для другого класу шкіл середних» (Львів, 1914).
- «Німецкі вправи для першого класу шкіл середних» (Львів, 1915).
- «Німецкі вправи для ІІІ кляси середних шкіл», частина 1 (Перемишль, 1917).
- «Словарець до вправ німецких для ІІІ кляси середних шкіл» (Перемишль, 1918).